# Anton Rjachov
Anton Petrovitj Rjachov (ryska: Антон Петрович Ряхов, uzbekiska: Anton Ryaxov), född den 29 maj 1980 i Tasjkent i Uzbekiska SSR i Sovjetunionen (nu Uzbekistan), är en uzbekisk och senare rysk kanotist.
Rjachov tog, bland annat, VM-silver i K-1 500 meter i samband med sprintvärldsmästerskapen i kanotsport 2001 i Poznań.